# Joshua Rose
Joshua Rose (n. 16 decembrie 1981) este un fotbalist australian legitimat la Central Coast Mariners. În perioada 2006-2009 a jucat la FC Universitatea Craiova.

## Titluri
| Sezon   | Club                  | Titlu   |
| ------- | --------------------- | ------- |
| 2005-06 | Universitatea Craiova | Liga II |